# Fondo europeo agricolo di orientamento e di garanzia
Il Fondo europeo agricolo di orientamento e di garanzia (abbreviato FEAOG, detto anche Fondo europeo di orientamento e garanzia agricola - FEOGA) è stato un fondo strutturale dell'Unione europea, istituito dal reg. 25/1962 e modificato dal reg. CEE 728/70. Ha costituito parte dei più estesi finanziamenti della politica agricola comune, del quale era il braccio finanziario.

## Storia
Nasce nel 1962, con il Regolamento 25, composto da due sezioni, Orientamento (concessione di aiuti finanziari per progetti di sviluppo agricolo promossi da enti pubblici e privati, investimenti in nuove tecnologie o attrezzature da impiegare in agricoltura) e Garanzia (finanziamento delle misure di sostegno dei prezzi e di stabilizzazione dei mercati, come le restituzioni all'esportazioni, gli interventi per il rispetto delle quote latte, degli ammassi
, aiuti diretti agli agricoltori, sussidi per il consumo e la trasformazione).
Nel periodo di programmazione 2007-2013 a seguito delle importanti modifiche che hanno interessato la politica agricola comune dettate dal Regolamento (CE) n. 1290/05, il fondo è scomparso, sostituito da due distinti fondi, chiamati Fondo europeo agricolo di garanzia o FEAGA per la parte Garanzia e Fondo europeo agricolo per lo sviluppo rurale o FEASR, erede della sezione Orientamento del precedente fondo FEOGA.